# Helmut Kortan
Helmut Erhard  Kortan (* 1. Mai 1928 in Linz; † 13. April 2022) ist ein österreichischer Restaurator und Hochschullehrer.
Er lehrte von 1965 bis 1986 an der Meisterschule für Konservierung und Technologie an der Akademie der bildenden Künste Wien. Gemeinsam mit Otto Wächter führte er eine zusätzliche Fachrichtung für Papierrestaurierung ein und etablierte weitere Lehraufträge für andere Fachrichtungen. Seit 1953 gehört er der Künstlervereinigung MAERZ an.

## Publikationen
- Johann Michael Prunner. Ein Linzer Barockarchitekt, Dissertation, Universität Innsbruck, 1951, 130 Blätter
- Ein neuentdecktes gotisches Vesperbild  in: Chorherrenstift Klosterneuburg (Hrsg.), Jahrbuch des Stiftes Klosterneuburg 1961, Klosterneuburg 1961, S. 171 bis 175
- Naturwissenschaftliche Untersuchungsmethoden an Kunstdenkmälern, im besonderen die Röntgenuntersuchung. Aus der Arbeit des Stadtmuseums, in: Kunstjahrbuch der Stadt Linz 1965, Linz, 1965
- Zur Untersuchung der Maltechnik an den romanischen Fresken im Läuthaus der Stiftskirche zu Lambach, in: Festschrift für Otto Ritter von Lutterotti, Innsbruck, 1973, S 235 bis 250
- Zwischenbericht über die Restaurierung der Frühbarock-Altäre in Feldkirch-Levis, Vorarlberg, in: Restauratorenblätter, Wien 1973, S. 57 bis 63
- Die Meisterschule für Konservierung und Technologie an der Akademie der bildenden Künste in Wien und ihre Vorläufer seit Metternich, in: Restauratorenblätter, Band 7, Wien 1984, S. 35 bis 45
- Zur Ausbildung des Restaurators, in: Berufsvereinigung der bildenden Künstler Österreichs, Rettung von Kunstwerken, 1973, S. 29 bis 34